# Riežupes smilšu alas
Die Riežupes smilšu alas (deutsch Riežuper Sandhöhlen) sind ein ehemaliges Bergwerk und heutige Schauhöhle nahe der lettischen Stadt Kuldīga.

## Lage

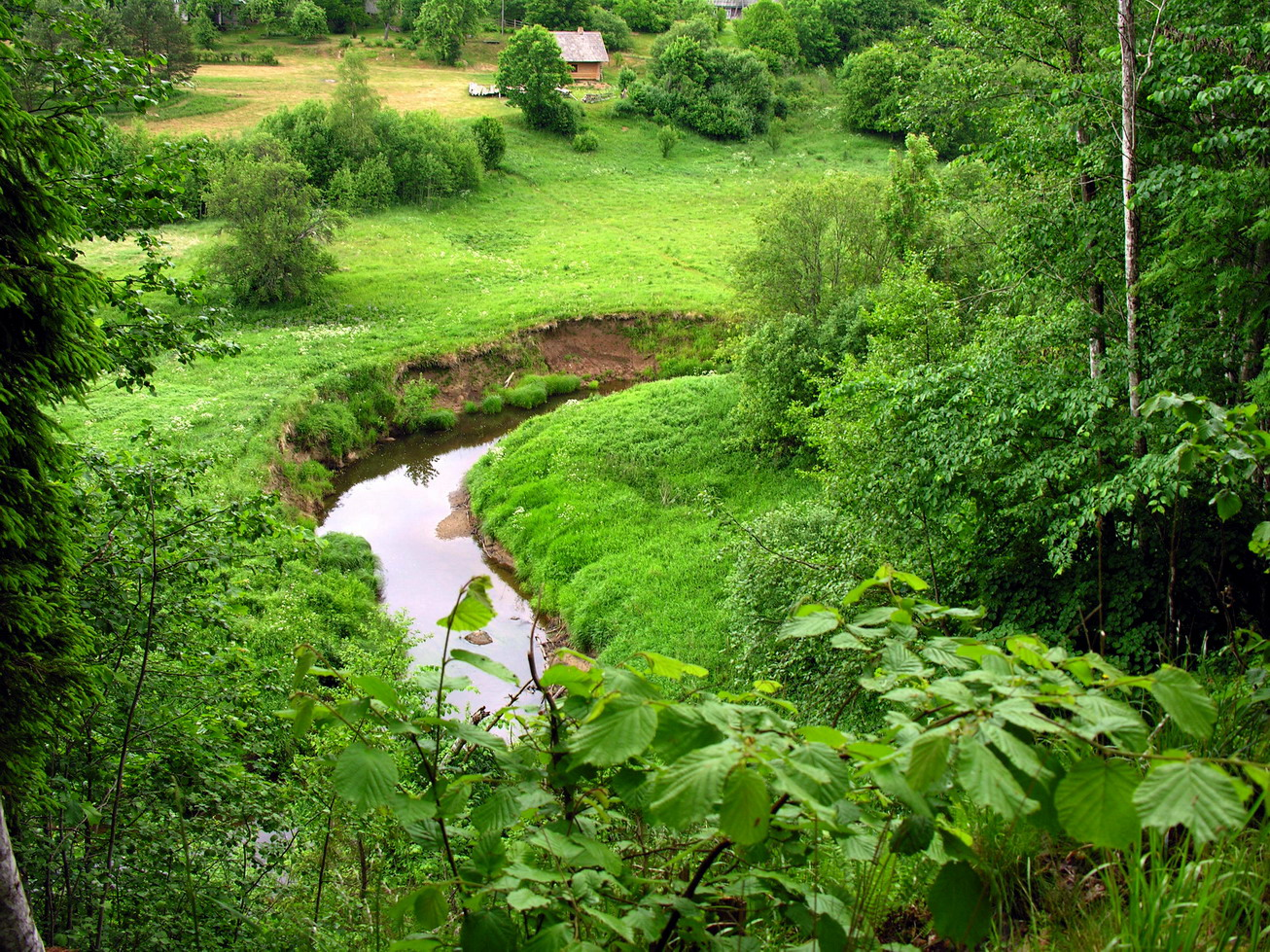
Riežupe nahe der Höhle

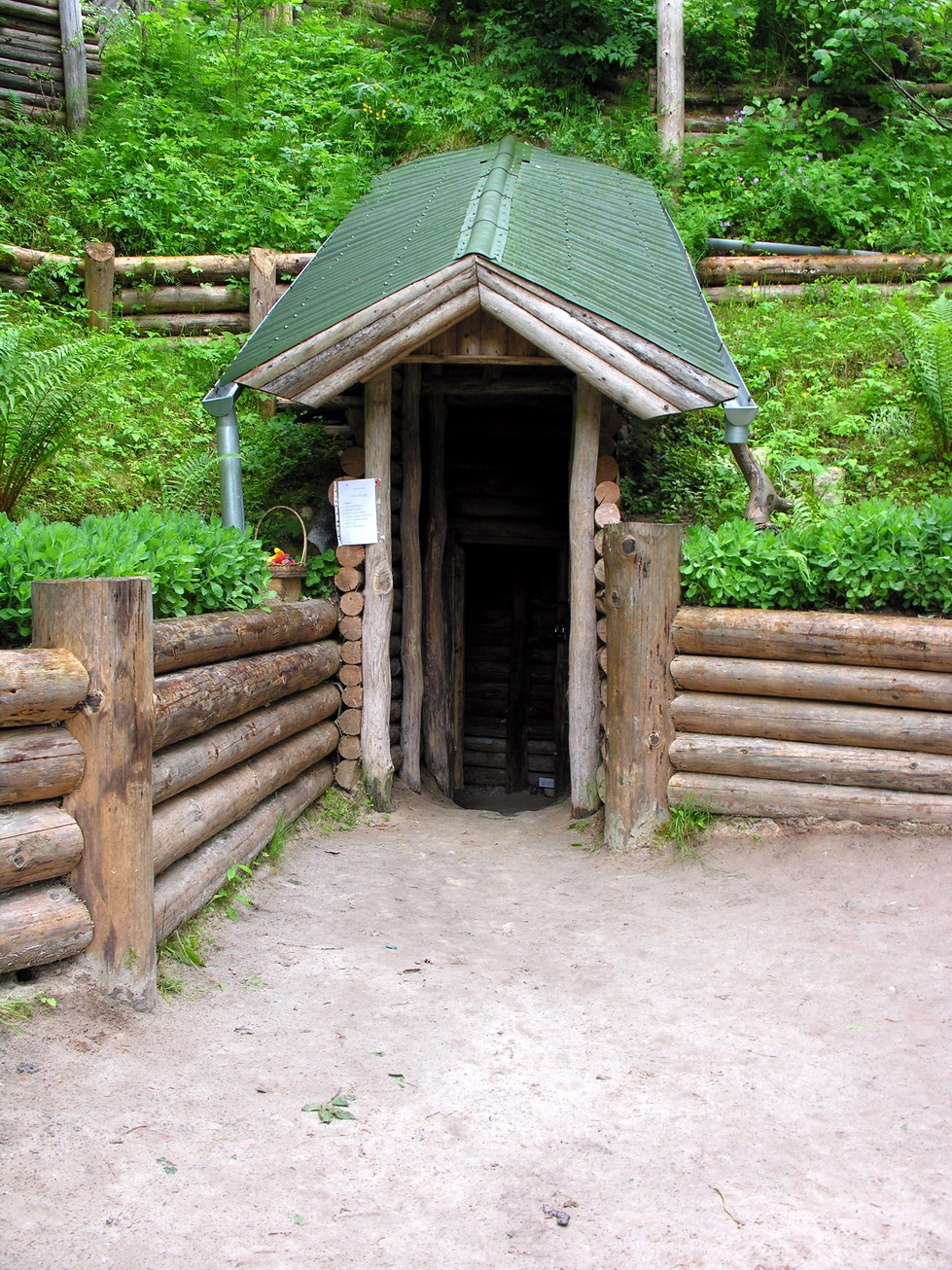
Heutiger Eingang

Die Höhle liegt rund fünf Kilometer nordöstlich von Kuldīga im Riežupe-Naturreservat. Der Eingang befindet sich an einer Böschung rund zehn Meter oberhalb des Flusses Riežupe, der hier nach Nordwesten fließt und nach einem Kilometer in die Venta mündet. Vom Eingang aus gehen mehrere Gänge in den Berg hinein, der vollständig aus Sand besteht.

## Geschichte
Im ehemaligen Bergwerk wurde seit Ende des 19. Jahrhunderts Quarzsand abgebaut. Anfänglich wurde der Sand zum Waschen und Polieren verwendet, Anfang des 20. Jahrhunderts begann man die Glasproduktion zu beliefern. Der Sand wurde dafür mit Flößen auf der Riežupe zur Venta befördert, von dort per Schiff nach Ventspils und weiter mit dem Zug nach Ozolnieki und Riga. Im Jahr 1939 hatten die Gänge eine Gesamtlänge von 2000 Metern. Der Abbau endete 1957.
Das ehemalige Bergwerk wurde 1991 als Schauhöhle geöffnet, nachdem gut 30 Jahre niemand unter Tage war. Fledermäuse nutzten die Höhle als Schlafplatz. Viele der alten Gänge sind heute eingestürzt, und nur 350 Meter sind begehbar. Der älteste Teil der Höhle gleich rechts vom Eingang ist versperrt. Die rund zwei Meter hohen Gänge ziehen sich quer durch den Berg, an mehreren Stellen sind sie zu schmal um hindurch zu kommen. Besucher können die Höhle nur mit Führung besichtigen (6 Euro, Stand August 2019). In der Höhle sind Kerzen die einzigen Lichtquellen. Unter Tage werden von den Eigentümern Blumen platziert, die sich aufgrund der feuchten Luft ohne Wasser monatelang halten.